# Атамогланов, Агалар Рагим оглы
Агалар Рагим оглы Атамогланов (азерб. Ağalar Rahim oğlu Atamoğlanov; род. 15 апреля 1971) — азербайджанский дипломат, посол Азербайджана в Казахстане.

## Биография
Родился 15 апреля 1972 года. В 1993 году окончил юридический факультет Бакинского государственного университета.
В 1994 году окончил курсы по международному праву и международным отношениям Дипломатической Академии Ирана. В 1995 году окончил курсы при Министерстве юстиции Пакистана. В 1998 изучал международное право в Комиссии международного права ООН в Женеве.
C 1993 по 1994 год — референт управления международного права и договоров МИД Азербайджана. С 1994 по 1998 год — атташе данного управления. С 1998 по 2000 год — третий секретарь, с 2000 года — 1-й секретарь данного управления.
С 2000 по 2005 год — 1-й секретарь посольства Азербайджана в Турции.
С 2005 по 2007 год — начальник отдела управления международного права и договоров МИД Азербайджана.
С 2007 по 2011 год — советник посольства Азербайджана в России.
2011-2013 гг. – заместитель начальника Управления международного права и договоров Министерства иностранных дел Азербайджанской Республики.
2013-2017 гг. – советник-посланник посольства Азербайджанской Республики в Российской Федерации.
С 2018 по 2021 год - начальник Управления международного права и договоров Министерства иностранных дел Азербайджанской Республики.
9 июля 2019 года присвоен ранг чрезвычайного и полномочного посланника 2 степени.
Участвовал в качестве эксперта во многих переговорах с Азербайджанской Республикой в двустороннем и многостороннем форматах, а также в комиссиях по делимитации, проводимых с соседними государствами.
Посол Азербайджана в Казахстане (с 16 июля 2021).
Владеет русским, английским, турецким языками.
Женат, имеет троих детей.

## Награды
- Медаль «90-летие органов дипломатической службы Азербайджанской Республики» (24 июля 2009)
- Медаль «100-летие органов дипломатической службы Азербайджанской Республики» (9 июля 2019)
- Юбилейная медаль Азербайджанской Республики «100-летие пограничной охраны Азербайджана (1919-2019)
- Юбилейная медаль «30-летие ТЮРКСОЙ» ( декабрь 2023)
- Чрезвычайный и полномочный посланник второго класса - Распоряжением Президента Азербайджанской Республики o присвоении дипломатических рангов сотрудникам органов дипломатической службы Азербайджанской Республики от 9 июля 2019 года.
- Чрезвычайный и полномочный посланник первого класса - Распоряжением Президента Азербайджанской Республики О присвоении дипломатических рангов сотрудникам органов дипломатической службы Азербайджанской Республики от 8 июля 2024 года.